# Орхан Драгаш
Орхан Драгаш (на сръбски: Orhan Dragaš) е косовски политик, председател на Гражданска инициатива за Гора. Той е сръбски експерт по сигурността и международните отношения. Той е основател и директор на Международния институт за сигурност със седалище в Белград, Сърбия. Автор е на множество експертни статии, публикации във вестници, както и на книгите „Съвременната общност за разузнаване и сигурност“, „Утопия или реалност“ и „Две лица на глобализацията – истина и измама“.

## Биография
Орхан Драгаш е роден на 20 декември 1974 година в град Призрен, Социалистическа автономна област Косово, СФРЮ. Завършва основно училище в Драгаш, гимназия по електротехника в Призрен и колеж (дипломиран технолог) в Белград. Получава докторска степен през 2012 г. от Европейския университет в Брюксел на тема „Съвременни национални системи за сигурност и общността за разузнаване и сигурност“. Продължава следдокторантското си обучение в Лондонското училище по икономика и политически науки.
Орхан Драгаш е основател на Международния институт за сигурност със седалище в Белград. Тази експертна неправителствена организация обединява експерти в областта на правото, сигурността, дипломацията, икономиката, комуникациите и си сътрудничи с множество правителствени и експертни организации в Сърбия, Балканите и Югоизточна Европа. Занимава се с изследвания и консултации в областта на политиката, сигурността и международната интеграция, особено ЕС и НАТО.
Той участва активно в борбата срещу управлението на тогавашния президент на Сърбия – Слободан Милошевич през 1990–те години. Бил е член на най-голямата опозиционна партия Сръбско движение за обновление, както и неин младежки заместник–председател. През този период той организира и ръководи множество акции и кампании, насочени към насърчаване на човешките права, помирението в региона на Балканите и срещу войната. Той също така активно участва в изпълнението на множество международни проекти за демократизация на Сърбия и Балканите и насърчаване на гражданските свободи и интеграция в ЕС и НАТО.